# Грошев, Вениамин Фёдорович
Вениами́н Фе́дорович Гро́шев (12 ноября 1923 — 4 января 2010, Иваново) — советский общественный и государственный деятель, почетный гражданин города Иваново.

## Биография
В 1942 году ушёл служить в ряды Советской Армии. В 1946 г. по собственному желанию уволился в запас.
В 1952 году закончил Ивановский текстильный институт имени М. В. Фрунзе, и по распределению был направлен работать на прядильно-ткацкую фабрику в городе Вичуге Ивановской области, где в течение 16 лет работал занимал различные должности начиная с мастера, заканчивая директором фабрики.
В 1968 году приказом Министра легкой промышленности РСФСР назначается директором Меланжевого комбината имени Н. И. Фролова.
Был депутатом ивановского городского и областного Советов народных депутатов, депутатом Верховного Совета РСФСР.

## Награды
- Орден Октябрьской Революции
- Орден Трудового Красного Знамени
- Почётный гражданин города Иванова
- Золотая медаль ВДНХ
- Бронзовая медаль ВДНХ
- Отличник социалистического соревнования РСФСР
- Общесоюзный Знак “Победитель социалистического соревнования”